# マハマト＝サレ・ハルーン
マハマト＝サレ・ハルーン（Mahamat-Saleh Haroun, 1961年 - ）は、チャド出身でフランス在住の映画監督、脚本家である。

## キャリア
1999年にドキュメンタリー『Bye Bye Africa』で初めてフィーチャー映画の監督を務める。
監督2作目『僕らの父さん』（2002年）はワガドゥグ全アフリカ映画祭で撮影賞を受賞した。
2006年の『Daratt』は第63回ヴェネツィア国際映画祭で審査員特別賞を受賞した。
2010年の『終わりなき叫び』は第63回カンヌ国際映画祭で審査員賞を受賞した。チャドの監督がコンペティション部門で賞を獲得するのは史上初のことであった。
2011年の第64回カンヌ国際映画祭では審査員の1人を務めた。
2013年の第66回カンヌ国際映画祭では『Grisgris』がコンペティション部門で公開され、パルム・ドールを争う。

## フィルモグラフィ
- Goi-Goi (1995) 短編、監督・脚本
- B 400 (1997) 短編、監督・脚本
- Bye Bye Africa (1999) ドキュメンタリー、監督・撮影
- 僕らの父さん Abouna (2002) 監督・脚本
- Kalala (2005) ドキュメンタリー、監督
- Daratt (2006) 監督・脚本
- Sexe, gombo et beurre salé (2008) テレビ映画、監督・脚本
- 終わりなき叫び Un homme qui crie (2010) 監督・脚本
- Grisgris (2013) 監督